# 刘伯承回忆录

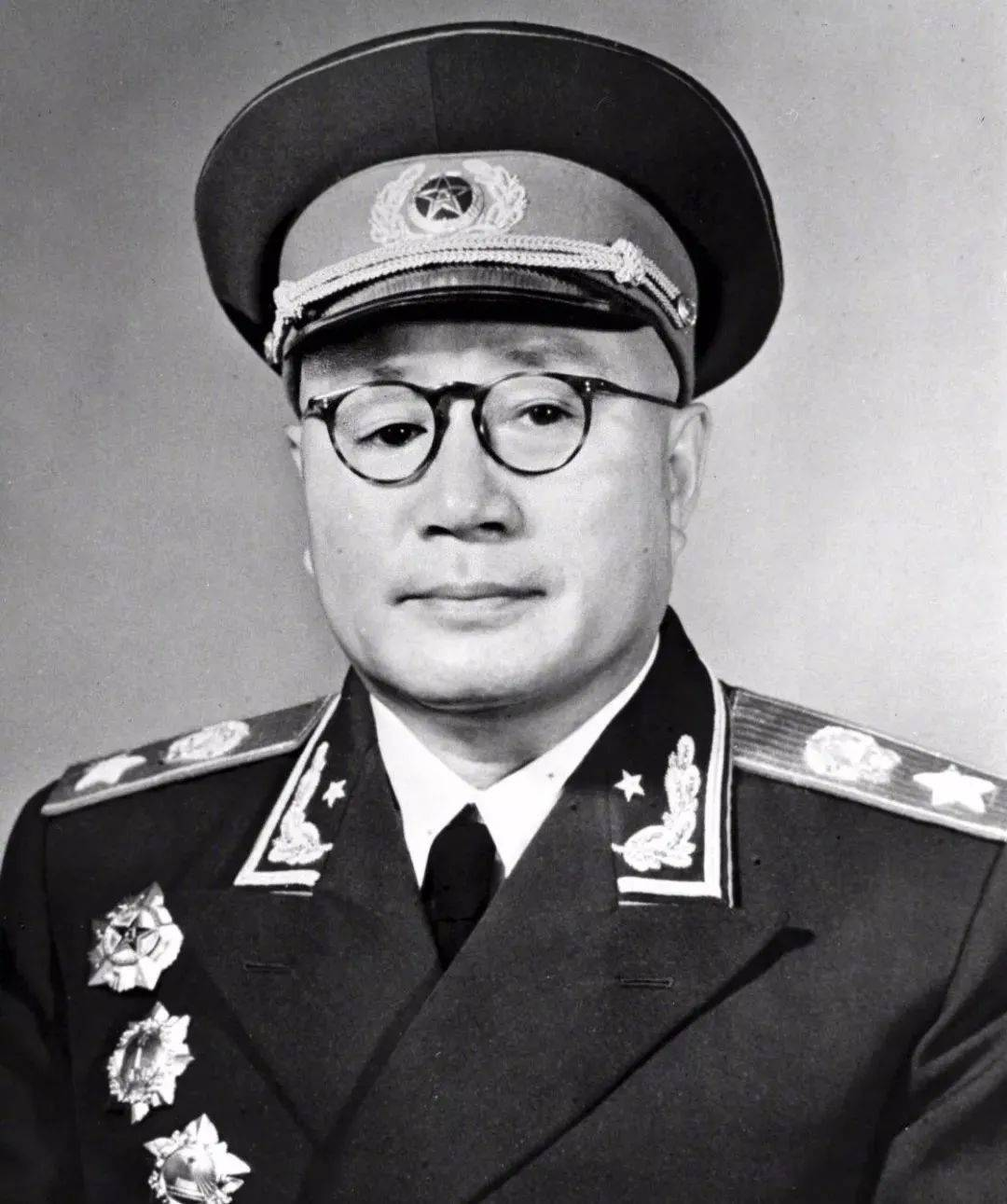
刘伯承元帅

《刘伯承回忆录》为中华人民共和国元帅刘伯承的回忆录，出版于1981年，书中分两部分，前一部分为刘伯承写的回忆文章，回忆了自己从长征到进军大西南结束的生涯，后面还有几篇刘伯承回忆自己战友、烈士等的文章。后一部分为刘伯承的亲属、战友、下属以及专访过刘伯承的记者写的回忆文章。1981年出版后又相继出版了回忆录的第二集和第三集，但影响最大和被引用最多的仍旧是1981年出版的第一集。

## 成书过程
在中国共产党成立六十周年之际，上海文艺出版社整理并于1981年出版了《刘伯承回忆录》，当时刘伯承还在世。之后，又相继出版了回忆录的第二集和第三集。但一般提起《刘伯承回忆录》都是指的第一集，影响最大和被引用最多的，也是于1981年出版的第一集。

## 内容
书的前一部分为刘伯承亲自写的回忆文章，回忆了自己从长征到进军大西南结束的生涯，包括《回顾长征》、《我们在太行山上》、《二野在解放战争中》和《千里跃进大别山》四篇文章，之后，还有刘伯承的五篇文章，分别是《<烈士传>序言》、《悼唁战斗英雄王克勤同志》、《纪念左权同志》、《纪念杨闇公同志》和《纪念蔡升熙烈士》。
书的后一部分为刘伯承的亲属、战友、下属以及专访过刘伯承的记者写的回忆文章，包括著名的金凤写的《四战之地 四战之军—谈第二野战军》。